# Station Wymondham
Wymondham is een spoorwegstation van National Rail in Wymondham, South Norfolk in Engeland. Het station is eigendom van Network Rail en wordt beheerd door Greater Anglia. Het station is geopend in 1845.